# فرط حمض يوريك الدم
فرط حمض يوريك الدم (بالإنجليزية: Hyperuricemia)‏ هو ارتفاع في مستوى حمض اليوريك في الدم إلى مستويات غير طبيعية عند الإنسان حيث أن المعدل الطبيعي هو 360 ميكرومول ,/ لتر (6 ملغ / ديسيلتر) للنساء و400 ميكرومول / لتر (6.8 ملغ / دل) للرجال.

## الأعراض
زيادة مستويات حمض اليوريك في الدم قد يؤهب ل مرض النقرس، وإذا كانت النسبة عالية جدا،فقد يحدث الفشل الكلوي. ومتلازمة التمثيل الغذائي غالبا ما يقدم مع فرط حمض يوريك الدم. الأشخاص يعانون من النقرس، فرط حمض يوريك الدم والاستدلال، بشكل ملحوظ أقل احتمالا لتطوير مرض الشلل الرعاش، وقد يؤدي فرط حمض يوريك الدم إلى تكون العظم الناقص.

## الأسباب
هناك العديد من العوامل التي تساهم في فرط حمض يوريك الدم بما في ذلك: الوراثة، مقاومة الأنسولين، ارتفاع ضغط الدم، القصور الكلوي، السمنة، نظام غذائي غير صحي، استخدام مدرات البول، استهلاك المشروبات الكحولية ويعتبر من الأسباب الأكثر أهمية لفرط حمض يوريك الدم.
أسباب فرط حمض يوريك الدم يمكن تصنيفها إلى ثلاثة أنواع وظيفية: وقد وجد أن الغذاء النباتي ينتج عنه مستويات منخفضة من قيمة حمض اليوريك في البلازما تصل إلى 239 µ mol/L (2.7 mg/dL).
- -النوع الأول :زيادة إنتاج حمض اليورك ،وتشمل مستويات عالية من البيورين في النظام الغذائي وزيادة عملية الأيض للبيورين.
- - النوع الثاني :انخفاض إفراز حمض اليوريك. تشمل أمراض الكلى، بعض الأدوية، والتنافس على إفراز حمض اليوريك وبين الجزيئات الأخرى.
- - النوع الثالث وهو :النوع المختلط. وتشمل الأسباب المختلطة مستويات عالية من الكحول أو الفركتوز في النظام الغذائي، والتجويع.

يعتبرالنظام الغذائي الغني هو سبب شائع ولكنه سبب طفيف في فرط حمض يوريك الدم. والنظام الغذائي وحده عموما ليس كافي ليسبب فرط حمض يوريك الدم.
الأدوية الرئيسية التي تساهم في فرط حمض يوريك الدم عن طريق إفراز انخفضت هي الابتدائي. المسكنات وغيرها من العوامل التي تشمل على مدرات البول والساليسيلات وبيرازيناميد والإيثامبوتول وحمض النيكوتينيك وسيكلوسبورين.
تناول كميات كبيرة من الكحول (الإيثانول)، سببا هاما من أسباب فرط حمض يوريك الدم، حيث أن لديه عمل مزدوج الذي يتفاقم بفعل آليات متعددة. فالإيثانول يزيد من إنتاج حمض اليوريك عن طريق زيادة إنتاج حمض اللبنيك، وأيضا يزيد من تركيزات البلازما من هيبوزانتين والزانثين عبر تسارع تدهور النوكليوتيدات الأدينين.

## العلاج
المعالجة تتم في الحفاظ على تركيز الدم والتحكم في اليوريك بالدم، والأدوية غالبا ما تستخدم لعلاج فرط حمض يوريك الدم ،وهي نوعين: مثبطات أكسيداز الزانتين ومحفزات بيلة حمض اليوريك. مثبطات أكسيداز الزانتين تقلل من إنتاج حمض اليوريك، عن طريق التداخل مع أوكسيديز الزانثين. زيادة إفراز حمض اليوريك، عن طريق الحد من إعادة امتصاص حمض اليوريك مرة واحدة في الكلى وتصفيتها من الدم. العديد من أنواع أخرى من الأدوية لديها إمكانات لاستخدامها في علاج فرط حمض يوريك الدم. في الأشخاص الذين يحصلون على غسيل الكلى، يمكن أن تقلل إلى حد كبير حمض اليوريك في الدم، على ما يبدو من قبل التكثيف بولات في القناة الهضمية. في النساء، واستخدام حبوب منع الحمل عن طريق الفم يرتبط بشكل ملحوظ مع انخفاض حمض اليوريك في مصل الدم.
وهناك علاجات غير دوائية لفرط حمض يوريك الدم،و تشمل حمية غذائية، ومجموعة متنوعة من المكملات الغذائية. لتخفيض حمض اليوريك.

## انظرأيضا
- نقص حمض يوريك الدم